# Sphingonotus willemsei
Sphingonotus willemsei är en insektsart som beskrevs av Leo L. Mishchenko 1937. Sphingonotus willemsei ingår i släktet Sphingonotus och familjen gräshoppor. IUCN kategoriserar arten globalt som livskraftig. Inga underarter finns listade i Catalogue of Life.